# Gustaf Lindqvist
Karl Gustaf Oskar Eugen Lindqvist, född 24 april 1872 i Stockholm, död 7 december 1946 på Berglunda sjukhem i Eksjö, var en svensk borgmästare och författare som skrev under pseudonymen Mari Mihi.

## Biografi
Gustaf Lindqvist var son till godsägaren Svante Lindqvist och Nanna Anneldh. Han tog studentexamen vid Beskowska skolan i Stockholm 1892 och studerade därefter juridik vid Uppsala universitet, där han avlade hovrättsexamen 1902. Innan han tillträdde som borgmästare i Mariefreds stad 1906, var han bland annat biträde i Medelpads östra domsaga (1902–1904).
Han var mellan 1910 och 1927 gift med Signe Margareta Nylund (1885–1966).

### Författaren Mari Mihi
Lindqvist debuterade med novellsamlingen Dagsländor 1898, vilken följdes av två ytterligare samlingar. Sedan följde en lång rad böcker i olika genrer, såsom reseskildringar, romaner och noveller. År 1923 skrev han Ödenas röda slott som syftar på Gripsholms slott i Mariefred.
Han skildrade sina glada minnen från studentlivet i Uppsala i boken Studentens lyckliga dar : minnen från nittiotalets Uppsala (1906) samt i Kring prillan och lagern : studenthistorier (1920) tillsammans med Axel Essén och Waldemar Swahn.
Stigmannens bok, som också kom ut 1906, recenserades med följande ord av Fredrik Böök i tidskriften Ord och Bild: "Mari Mihi är ett hufvud för sig, och vår litteratur har inte så godt om hufvud, att den har råd att negligera en så pass utpräglad talang som hans. Egentligen är han nog inte novellist, trots sina tre novellsamlingar, utan han är journalist och turist, evigt på jakt efter celebriteter och remarkabla upplefvelser och eggad både af ädel kuriositet och helt vanlig nyfikenhet." Böök var inte helt positivt inställd till boken, men såg möjligheter i Mari Mihis författarskap: "Med sin snabba iakttagaregåfva och sin flotta och humoristiska berättarton tillhör han afgjordt de få läsvärda bland våra reseskildrare".
Det finns olika teorier om bakgrunden till hans författarsignatur Mari Mihi (ibland hopskrivet som Marimihi). En teori är att pseudonymen har bildats genom att han satte samman bokstäver ur namnet på sin ungdomskärlek, Irma Ingeborg Mathilda von Hallwyl. (Mari mihi betyder på latin "mitt hav".)

### Borgmästaren i Mariefred

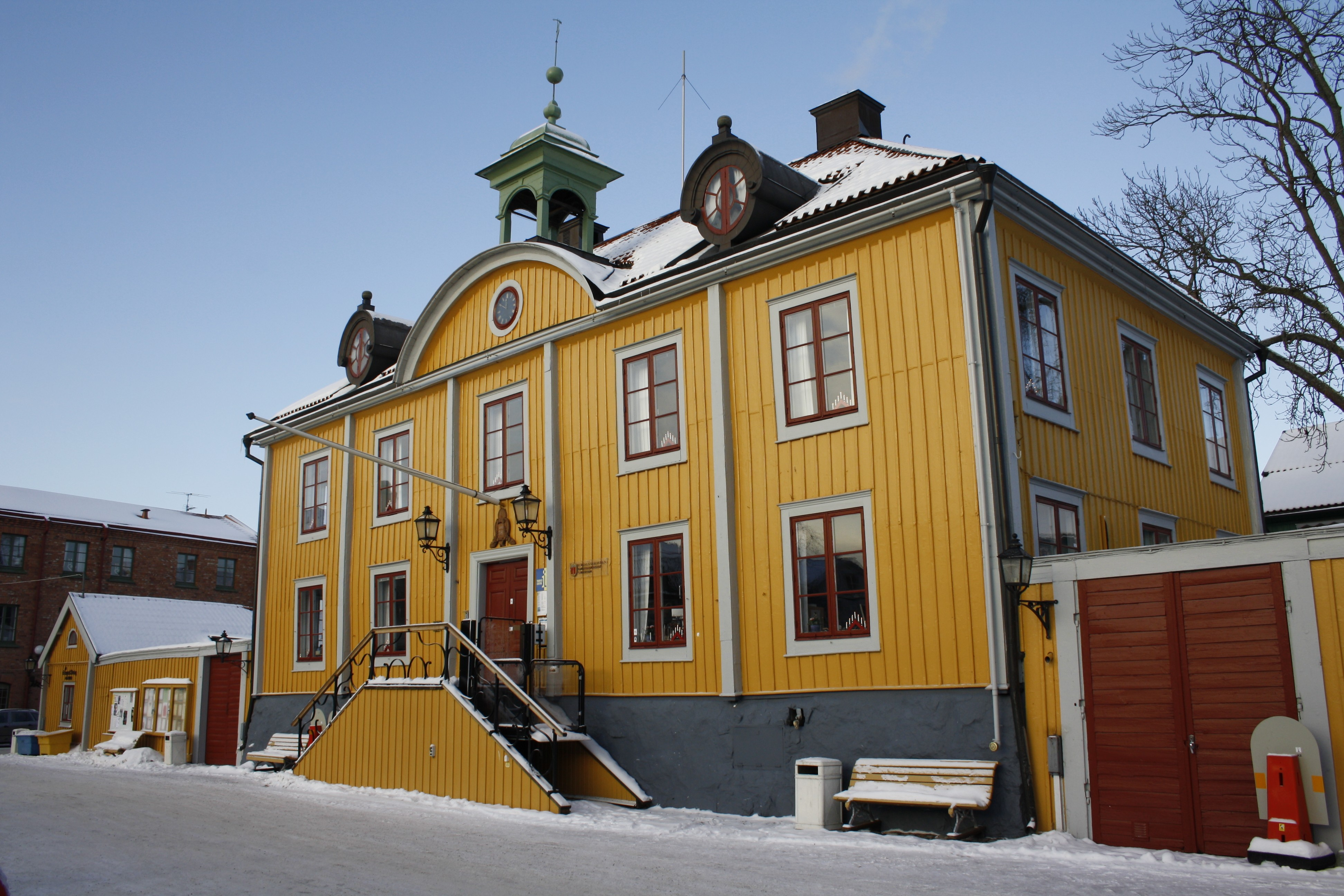
Mariefreds rådhus 2010.

Lindqvist var den siste borgmästaren i Mariefred. Han tillträdde år 1905 (först som vikarie och från 1906 som ordinarie) och innehade ämbetet i 40 år fram till sin död. På grund av sjukdom var han dock tjänstledig från uppdraget från 1939. 
Under sin tid i Mariefred innehade han en rad andra offentliga uppdrag, bland annat som ordförande i stadens sparbank (1907–1913), ledamot av Södermanlands läns landsting (1908–1909) och krigsdomare vid Södermanlands regemente (1921–1940).
Gustaf Lindquist har betecknats som mer intresserad av sitt författarskap och sina resor än av sina officiella plikter. Författaren Bertil Malmberg, som bodde i Mariefred under 1930-talet, har skrivit att "riktigt populär var han väl aldrig i Mariefred, ehuru Mariefred i viss mån blev populärt genom honom".